# Pacing and Clinical Electrophysiology
Pacing and Clinical Electrophysiology (PACE) è una rivista medica cardiologica peer-reviewed che pubblica mensilmente articoli sulla diagnosi, il trattamento e la fisiopatolgia delle aritmie cardiache; è organo ufficiale della International Cardiac Pacing and Electrophysiology Society. La rivista è indicizzata in Current Contents, EMBASE, MEDLINE, Science Citation Index e Scopus. Il suo impact factor nel 2012 è stato 1,746.